# Licia Ronzulli
Licia Ronzulli (ur. 14 września 1975 w Mediolanie) – włoska polityk, posłanka do Parlamentu Europejskiego VII kadencji, senator.

## Życiorys
Ukończyła studia psychologiczne, kształciła się także w zakresie zarządzania służbą zdrowia. W 2003 została kierownikiem w instytucie ortopedii Galeazzi wchodzącym w skład szpitala IRCCS w Mediolanie, w którym pracę podjęła w 1995. Jako wolontariuszka działała w organizacji ONLUS (Organizzazione non lucrativa di utilità sociale).
W 2009 z inicjatywy Silvia Berlusconiego została wpisana na listę wyborczą Ludu Wolności w wyborach do Parlamentu Europejskiego. Wystawienie jej kandydatury (a także Barbary Matery i Lary Comi) stało się przedmiotem zainteresowania medialnego, głównie za sprawą wypowiedzi Veroniki Lario. Ta ostatnia, żona włoskiego premiera, publicznie krytykowała swojego męża, zarzucając mu promowanie w ramach PdL różnego rodzaju celebrytów.
W wyniku głosowania z 6 i 7 czerwca 2009 Licia Ronzulli uzyskała mandat eurodeputowanej VII kadencji. W PE przystąpiła do grupy Europejskiej Partii Ludowej oraz Komisji Zatrudnienia i Spraw Socjalnych. Po faktycznym rozwiązaniu PdL została członkinią reaktywowanej w 2013 partii Forza Italia. W 2018 jako kandydatka centroprawicy została wybrana w skład Senatu XVIII kadencji (reelekcja na XIX kadencję w 2022).